# Jack (film 2014)
Jack è un film del 2014 diretto da Edward Berger.
È stato proiettato in anteprima alla 64ª edizione del Festival di Berlino ed è stato uno degli otto titoli proposti come film rappresentanti il cinema tedesco alla selezione per l'Oscar al miglior film straniero del 2016, venendo escluso a favore di Il labirinto del silenzio di Giulio Ricciarelli.

## Trama
Jack ha 11 anni, un fratello più piccolo e una madre single troppo giovane ed egocentrica per badare ad entrambi. Tutto il peso della famiglia ricade su di lui, fino a quando un incidente domestico impone il suo affidamento ai servizi sociali. Jack finisce in un centro di assistenza e nell'attesa di ricongiungersi con madre e fratello per le vacanze, deve anche fare i conti con il bullismo di un ragazzo più grande. Quando decide di lasciare il centro e tornare a casa, scopre che la madre non c'è e inizia a cercarla insieme al fratello.

## Distribuzione
Dopo l'anteprima del 7 febbraio 2014 al Festival di Berlino, il film è stato mostrato in altre manifestazioni internazionali ed è stato distribuito in Germania a partire dal 9 ottobre.

### Date di uscita
- Germania – 9 ottobre 2014
- Grecia – 8 gennaio 2015
- Francia – 8 aprile 2015
- Ungheria – 30 aprile 2015
- Giappone – 19 settembre 2015
- Spagna – 2 ottobre 2015

### Festival internazionali
- Festival internazionale del cinema di Berlino – 7 febbraio 2014
- CPH:PIX – 7 aprile 2014
- Jerusalem Film Festival – 12 luglio 2014
- Oldenburg International Film Festival – 14 settembre 2014
- Film by the Sea – 14 settembre 2014
- Athens Film Festival – 20 settembre 2014
- Paris German Film Festival – 12 ottobre 2014
- Mumbai Film Festival – 20 ottobre 2014
- Kiev International Film Festival – 25 ottobre 2014
- Festival del cinema di Stoccolma – 6 novembre 2014
- Golden Horse Film Festival – 15 novembre 2014
- Tallinn Black Nights Film Festival – 19 novembre 2014
- Festival of New German Film – 17 ottobre 2015

## Critica
Il critico Leslie Felperin ha scritto su The Hollywood Reporter che la sceneggiatura di Edward Berger e Nele Mueller-Stöfen «si astiene dal fornire qualsiasi tipo di retroscena che possa spiegare perché Sanna è un tale fallimento... Ma rischia anche di far apparire il film un po' critico nei confronti di chiunque non sia conforme ai valori della classe media tedesca. I personaggi nel complesso mancano di dimensionalità e nonostante il suo carisma, il giovane e fotogenico Ivo Pietzcker risulta solo un bravo e maltrattato monello».
Secondo Guy Lodge della rivista Variety, il film «accenna credibilmente ai fratelli Dardenne e Ken Loach nel suo triste ritratto di un'amorevole famiglia monoparentale divisa tra incoscienza e sventura, ma è carente nello sviluppo dei personaggi e della struttura socio-economica».

## Riconoscimenti
- 2014 – Festival internazionale del cinema di Berlino
Candidatura all'Orso d'oro a Edward Berger
- 2014 – CPH:PIX
Candidatura al premio del pubblico a Edward Berger
- 2014 – Festival des deutschen Films
Premio del pubblico per il miglior film a Edward Berger
- 2014 – German Directors Award Metropolis
Miglior regista di un lungometraggio a Edward Berger
- 2014 – Filmkunstfest Mecklenburg-Vorpommern
Premio del pubblico a Edward Berger
Candidatura al Fliegender Ochse per il miglior lungometraggio a Edward Berger
- 2014 – Kinofest Lünen
Premio della città di Lünen per il miglior film a Edward Berger
- 2014 – Festival del cinema di Stoccolma
Candidatura al Cavallo di bronzo a Edward Berger
- 2014 – Fünf Seen Filmfestival
Migliore sceneggiatura a Edward Berger e Nele Mueller-Stöfen
- 2015 – Bavarian Film Awards
VGF Award per la miglior produzione a Jan Krüger e René Römert
- 2015 – Deutscher Filmpreis
Miglior lungometraggio a Jan Krüger e René Römert
Candidatura per la migliore sceneggiatura a Edward Berger e Nele Mueller-Stöfen
Candidatura per il miglior regista a Edward Berger
- 2015 – Preis der deutschen Filmkritik
Candidatura per il miglior attore a Ivo Pietzcker
- 2015 – Jasmine International Film Festival
Golden Jasmine per il miglior film a Edward Berger, Jan Krüger e René Römert